# Corrado Colombo
Corrado Mario Colombo (nascido em 3 de agosto de 1979, em Vimercate) é um futebolista italiano. Ele atualmente joga no A.S. Bari da Série B italiana.

## Futebol Profissional
Colombo iniciou sua carreira profissional no time Atalanta, da Serie A italiana. Após disputar a Serie B, ingressou no Pistoiese (Série B). Assinou contrato com a poderosa Internazionale no verão de 2000. Ele fez sua estréia na Serie A em 1 de outubro de 2000 contra o Reggina Calcio, e fez quatro outras aparições na Coppa Italia, Supercopa da Itália e na Copa da UEFA. Em outubro foi emprestado ao Torino Calcio, juntalmente com Sixto Peralta.
Ele não conseguiu voltar a Internazionale, mas foi vendido de volta para a Atalanta, que estava desta vez na Serie A. Colombo fez vinte e duas partidas pela Atalanta. No verão de 2002, a Sampdoria (da Serie B), contratou-o, e Colombo foi um dos jogadores que ajudou o time a ser promovido com 27 gols, na Série A ele realizou apenas 2 partidas na Sampdoria. Como ele só estava em empréstimo, a Sampdoria optou por não comprar este jogador e Colombo voltou para a Atalanta.
Colombo foi emprestado ao Piacenza (Série B), Livorno (Série A) e Ascoli (Serie A) por duas temporadas. Voltou a Sampdoria devido a lesões de Emiliano Bonazzoli, quando fez doze partidas onde não mostrou bom futebol e não marcou nenhum gol.
No verão de 2006 foi vendido para o Brescia (Serie B). Em Janeiro de 2006, Colombo foi transferido para o Spezia (Serie B), sendo que em 2007 foi para transferido para o Pisa. E no início da temporada 2008-09 foi transferido para o A.S. Bari.

## Títulos e prêmios
Vencedor
- Serie B: 2001, 2003

Vice-colocado
- Supercopa da Itália: 2000

## Estatísticas
- Atualizadas em agosto de 2008.

| Clube (divisão)    | Temporada | Campeonato | Campeonato | Coppa Italia | Coppa Italia | Copa da UEFA | Copa da UEFA | Outros | Outros | Total | Total |
| Clube (divisão)    | Temporada | Jogos      | Gols       | Jogos        | Gols         | Jogos        | Gols         | Jogos  | Gols   | Jogos | Gols  |
| ------------------ | --------- | ---------- | ---------- | ------------ | ------------ | ------------ | ------------ | ------ | ------ | ----- | ----- |
| Atalanta (B)       | 1998-99   | 20         | 3          | ?            | ?            | —            | —            | —      | —      | ?     | ?     |
| Pistoiese (B)      | 1999-00   | 26         | 2          | ?            | ?            | —            | —            | —      | —      | ?     | ?     |
| Internazionale (A) | 2000-01   | 1          | 0          | 2            | 0            | 1            | 1            | 1      | 0      | 5     | 1     |
| Torino (B)         | 2000-01   | 21         | 2          | —            | —            | —            | —            | —      | —      | 21    | 2     |
| Atalanta (A)       | 2001-02   | 22         | 1          | ?            | ?            | —            | —            | —      | —      | ?     | ?     |
| Samprdoria (B)     | 2002-03   | 27         | 3          | ?            | ?            | —            | —            | —      | —      | ?     | ?     |
| Samprdoria (A)     | 2003-04   | 2          | 0          | ?            | ?            | —            | —            | —      | —      | ?     | ?     |
| Piacenza (B)       | 2003-04   | 23         | 3          | —            | —            | —            | —            | —      | —      | 23    | 3     |
| Livorno (A)        | 2004-05   | 19         | 3          | ?            | ?            | —            | —            | —      | —      | ?     | ?     |
| Ascoli (A)         | 2005-06   | 6          | 0          | ?            | ?            | —            | —            | —      | —      | ?     | ?     |
| Sampdoria (A)      | 2005-06   | 12         | 0          | —            | —            | —            | —            | —      | —      | 12    | 0     |
| Brescia (B)        | 2006-07   | 18         | 0          | ?            | ?            | —            | —            | —      | —      | ?     | ?     |
| Spezia (B)         | 2006-07   | 18         | 8          | —            | —            | —            | —            | —      | —      | 18    | 8     |
| Spezia (B)         | 2007-08   | 3          | 0          | 1            | 0            | —            | —            | —      | —      | 4     | 0     |
| Total              |           | 218        | 25         | ?            | ?            | 1            | 1            | 1      | 0      | ?     | ?     |